# 耿长锁

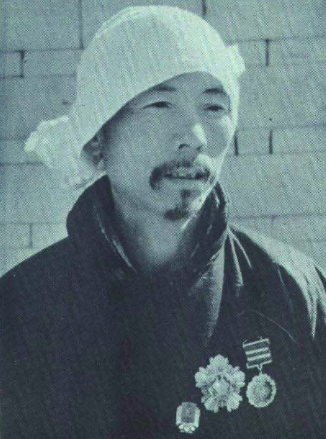
劳模耿长锁

耿长锁（1900年—1985年），河北饶阳人，中华人民共和国政治人物。
担任全国农业劳模。五公村党支部书记、农业合作社社长。1954年，当选第一届全国人民代表大会代表。后担任河北省革命委员会副主任、河北省人大常委会副主任。